# Hetton de Trèves
Hetton fut évêque de Trèves de 814 à 847.

## Biographie
Les sources restent imprécises sur son élection comme successeur de l'archevêque Amalharius Fortunatus : quelque part entre 814 et 816. Hetton est issu d'une famille noble d'Austrasie. Sa sœur Warentrud était abbesse du couvent voisin de Pfalzelet son neveu Grimald de Wissembourg, abbé de Saint-Gall.
Lui-même fut d'abord abbé de Mettlach. En 816 il prit part au synode d'Aix-la-Chapelle. En tant que légat de l'empereur Louis le Pieux et archevêque de Trèves, il ordonna en 817 à l'évêque Frothaire de Toul de recruter une armée pour une campagne militaire en Italie. Vers 818, il écrivit au même Frothaire pour le prier de diligenter les réparations des églises et monastères de son diocèse, suivant les ordres de l'Empereur, datant de 815. Deux lettres attestent combien il avait à cœur la décoration des églises. La première est envoyée à un abbé inconnu pour le remercier de lui avoir procuré un artiste talentueux. Dans la seconde, de 827 environ, il demande à l'abbé Aglemar de lui faire parvenir les couleurs nécessaires à la décoration des murailles de sa cathédrale ; de l'orpiment, de l'indigo, du vermillon, de l'azur, du prusinum (couleur gris-vert) et du mercure. Enfin, en 819, il demanda à Frothaire de se mettre à disposition de l'institution impériale. En 832 il assista à la consécration d'Anschaire comme archevêque de Hambourg par Drogon de Metz. L'une des principales cérémonies de son règne fut cependant la pose de la première pierre de la basilique Saint-Castor de Coblence, où devaient être préservées les reliques de Castor de Karden.
Il décéda en 850 et fut remplacé en 847 par son neveu Dietgold.